# Plectopsebium decellei
Plectopsebium decellei là một loài bọ cánh cứng trong họ Cerambycidae.